# Eugenio Leal
Eugenio Leal Vargas (Toledo, 13 maggio 1954) è un ex calciatore spagnolo, di ruolo centrocampista.

## Palmarès

### Club

#### Competizioni nazionali
- Campionato spagnolo: 2

Atletico Madrid: 1972-1973, 1976-1977
- Coppa di Spagna: 2

Atletico Madrid: 1971-1972, 1975-1976

#### Competizioni internazionali
- Coppa Intercontinentale: 1

Atletico Madrid: 1974